# 7238 Kobori
7238 Kobori (1989 OA) là một tiểu hành tinh vành đai chính được phát hiện ngày 27 tháng 7 năm 1989 bởi Y. Mizuno và T. Furuta ở Kani.